# Zwemmen op de Olympische Zomerspelen 2012 – 200 meter rugslag mannen
De 200 meter rugslag mannen op de Olympische Zomerspelen 2012 in Londen vond plaats op 1 augustus, series en halve finales, en 2 augustus 2012, finale. Omdat het zwembad waarin de wedstrijd gehouden werd 50 meter lang is, bestond de race uit vier baantjes. Na afloop van de series kwalificeerden de zestien snelste zwemmers zich voor de halve finales, de snelste acht uit de halve finales gingen door naar de finale. Regerend olympisch kampioen was Ryan Lochte uit de Verenigde Staten.

## Records
Voorafgaand aan het toernooi waren dit het wereldrecord en het kampioenschapsrecord
| Wereldrecord     | Aaron Peirsol | 1.51,92 | Rome   | 31 juli 2009     |
| Olympisch record | Ryan Lochte   | 1.53,94 | Peking | 15 augustus 2008 |

## Uitslagen

### Series
| Rang | Serie | Baan | Naam                    | Land             | Tijd    | Bijz. |
| ---- | ----- | ---- | ----------------------- | ---------------- | ------- | ----- |
| 1    | 3     | 4    | Tyler Clary             | Verenigde Staten | 1:56.24 | Q     |
| 2    | 5     | 4    | Ryan Lochte             | Verenigde Staten | 1:56.36 | Q     |
| 3    | 5     | 3    | Zhang Fenglin           | China            | 1:56.71 | Q     |
| 4    | 4     | 4    | Ryosuke Irie            | Japan            | 1:56.81 | Q     |
| 5    | 2     | 4    | Gábor Balog             | Hongarije        | 1:56.98 | Q     |
| 6    | 4     | 5    | Jan-Philip Glania       | Duitsland        | 1:57.01 | Q     |
| 7    | 3     | 7    | Nick Driebergen         | Nederland        | 1:57.29 | Q     |
| 8    | 5     | 2    | Yakov Toumarkin         | Israël           | 1:57.33 | Q     |
| 9    | 3     | 5    | Péter Bernek            | China            | 1:57.52 | Q     |
| 10   | 4     | 7    | Mitch Larkin            | Australië        | 1:57.53 | Q     |
| 11   | 3     | 1    | Tobias Oriwol           | Canada           | 1:58.06 | Q     |
| 12   | 5     | 6    | Yannick Lebherz         | Duitsland        | 1:58.07 | Q     |
| 13   | 3     | 3    | Kazuki Watanabe         | Japan            | 1:58.17 | Q     |
| 14   | 5     | 5    | Radosław Kawęcki        | Polen            | 1:58.18 | Q     |
| 15   | 4     | 1    | Omar Pinzón             | Colombia         | 1:58.20 | Q     |
| 16   | 4     | 2    | Leonardo de Deus        | Brazilië         | 1:58.22 | Q     |
| 17   | 3     | 2    | Arkady Vyatchanin       | Rusland          | 1:58.69 |       |
| 18   | 3     | 8    | Marco Loughran          | Groot-Brittannië | 1:58.72 |       |
| 19   | 5     | 7    | Sebastiano Ranfagni     | Italië           | 1:58.76 |       |
| 20   | 2     | 2    | Pedro Oliveira          | Portugal         | 1:58.83 |       |
| 21   | 4     | 8    | Matson Lawson           | Australië        | 1:58.92 |       |
| 22   | 3     | 6    | Chris Walker-Hebborn    | Groot-Brittannië | 1:59.00 |       |
| 23   | 5     | 1    | Anton Anchin            | Rusland          | 1:59.49 |       |
| 24   | 4     | 3    | Benjamin Stasiulis      | Frankrijk        | 1:59.52 |       |
| 25   | 2     | 5    | Darren Murray           | Zuid-Afrika      | 2:00.01 |       |
| 26   | 2     | 3    | Aschwin Wildeboer Faber | Spanje           | 2:00.02 |       |
| 27   | 2     | 7    | Pedro Medel             | Cuba             | 2:00.05 |       |
| 28   | 5     | 8    | Xu Jiayu                | China            | 2:00.26 |       |
| 29   | 4     | 6    | Gareth Kean             | Nieuw-Zeeland    | 2:00.54 |       |
| 30   | 2     | 8    | Alexandr Tarabrin       | Kazachstan       | 2:01.22 |       |
| 31   | 2     | 1    | Park Hyung-Joo          | Zuid-Korea       | 2:01.50 |       |
| 32   | 1     | 5    | Derya Buyukuncu         | Turkije          | 2:01.68 |       |
| 33   | 2     | 6    | Oleksandr Isakov        | Oekraïne         | 2:01.78 |       |
| 34   | 1     | 4    | Sebastian Stoss         | Oostenrijk       | 2:02.91 |       |
| 35   | 1     | 3    | Quah Zheng Wen          | Singapore        | 2:03.45 |       |

### Halve finales
| Rang | Naam              | Land             | Tijd    | Serie | Baan | Bijz. |
| ---- | ----------------- | ---------------- | ------- | ----- | ---- | ----- |
| 1    | Tyler Clary       | Verenigde Staten | 1.54,71 | 2     | 4    | Q     |
| 2    | Ryan Lochte       | Verenigde Staten | 1.55,40 | 1     | 4    | Q     |
| 3    | Zhang Fenglin     | China            | 1.55,66 | 2     | 5    | Q     |
| 4    | Ryosuke Irie      | Japan            | 1.55,68 | 1     | 5    | Q     |
| 5    | Radosław Kawęcki  | Polen            | 1.56,74 | 1     | 1    | Q     |
| 6    | Kazuki Watanabe   | Japan            | 1.56,81 | 2     | 1    | Q     |
| 7    | Mitch Larkin      | Australië        | 1.56,82 | 1     | 2    | Q     |
| 8    | Yakov Toumarkin   | Israël           | 1.57,33 | 1     | 6    | Q     |
| 9    | Nick Driebergen   | Nederland        | 1.57,35 | 2     | 6    |       |
| 10   | Jan-Philip Glania | Duitsland        | 1.57,43 | 1     | 3    |       |
| 11   | Gábor Balog       | Hongarije        | 1.57,56 | 2     | 3    |       |
| 12   | Péter Bernek      | Hongarije        | 1.57,71 | 2     | 2    |       |
| 13   | Leonardo de Deus  | Brazilië         | 1.58,14 | 1     | 8    |       |
| 14   | Tobias Oriwol     | Canada           | 1.58,74 | 2     | 7    |       |
| 15   | Yannick Lebherz   | Duitsland        | 1.58,80 | 1     | 7    |       |
| 16   | Omar Pinzón       | Colombia         | 1.58,99 | 2     | 8    |       |

### Finale
| Rang   | Naam             | Land             | Tijd    | Baan | Bijz. |
| ------ | ---------------- | ---------------- | ------- | ---- | ----- |
| Goud   | Tyler Clary      | Verenigde Staten | 1.53,41 | 4    | OR    |
| Zilver | Ryosuke Irie     | Japan            | 1.53,78 | 6    |       |
| Brons  | Ryan Lochte      | Verenigde Staten | 1.53,94 | 5    |       |
| 4      | Radosław Kawęcki | Polen            | 1.55,59 | 2    |       |
| 4      | Zhang Fenglin    | China            | 1.55,59 | 3    |       |
| 6      | Kazuki Watanabe  | Japan            | 1.57,03 | 7    |       |
| 7      | Yakov Toumarkin  | Israël           | 1.57,62 | 8    |       |
| 8      | Mitch Larkin     | Australië        | 1.58,02 | 1    |       |